# Historia militar de Puerto Rico

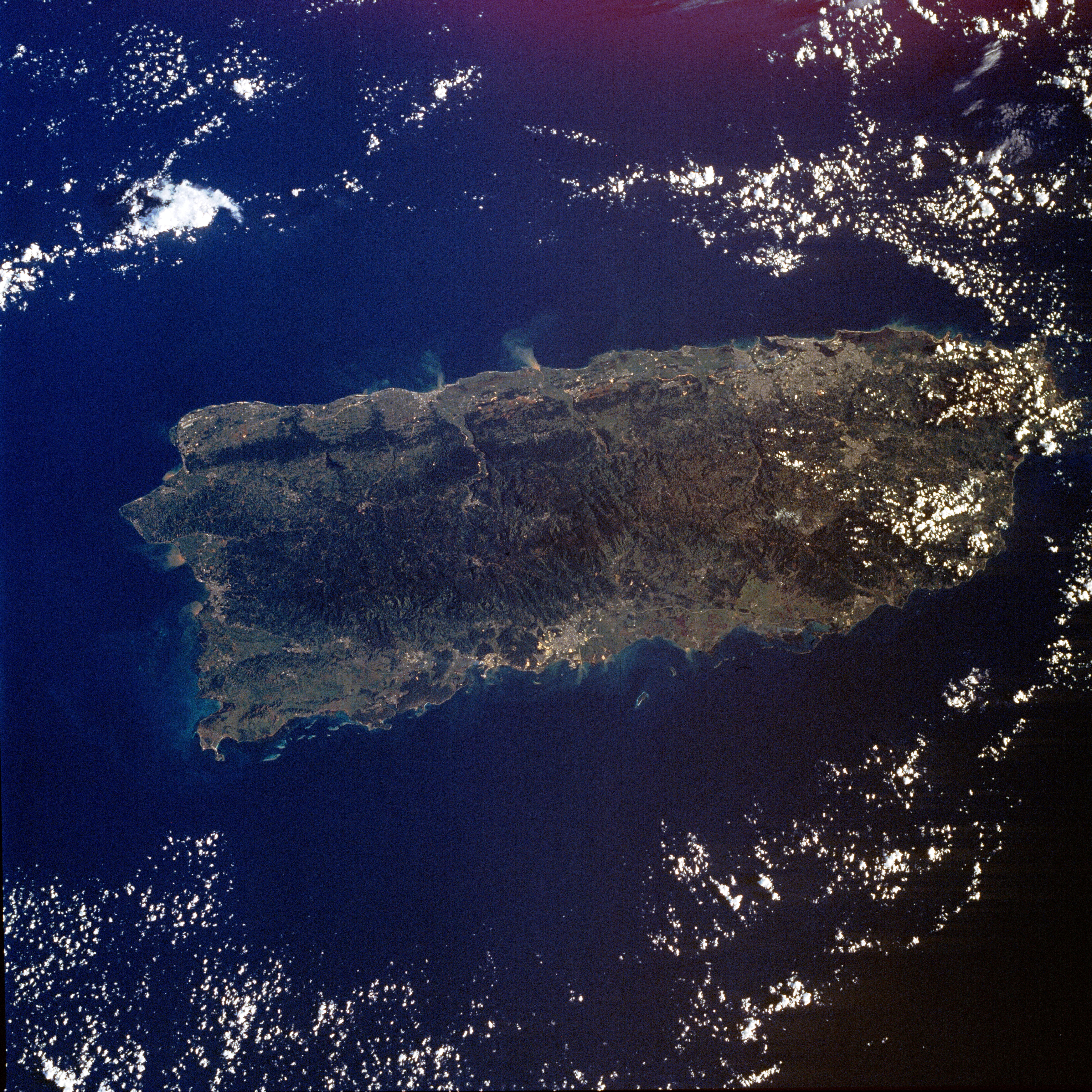
La isla de Puerto Rico.

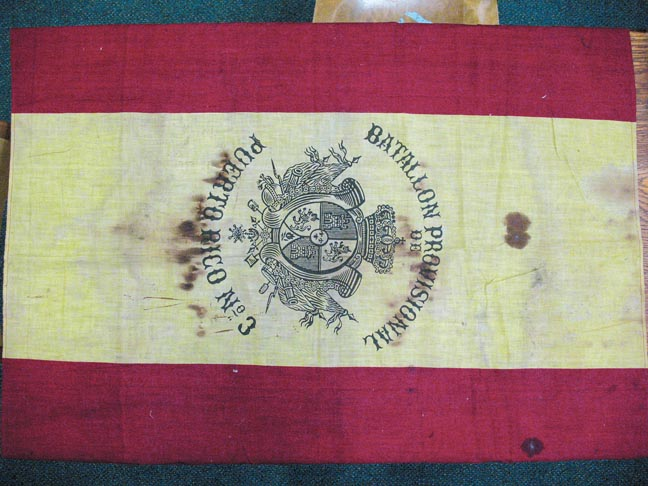
Bandera del Batallón Provisional N.º 3 de Puerto Rico, 1898

La historia militar de Puerto Rico de la que se tiene fuentes escritas empieza en el siglo XVI, cuando los conquistadores españoles combatieron a los nativos taínos. Puerto Rico formó parte del Imperio español durante cuatro siglos, en los que los puertorriqueños combatieron para rechazar invasiones británicas, francesas y holandesas. Durante el siglo XIX, las Revoluciones Hispanoamericanas para independizarse de la metrópoli alcanzaron también Puerto Rico, culminando en una revolución fallida, conocida como el Grito de Lares. La isla fue conquistada por los Estados Unidos durante la guerra hispano-estadounidense –también conocida como guerra de Cuba–, que culminó con la cesión de la isla y otros territorios a los Estados Unidos por parte de España, según lo estipulado en el Tratado de París de 1898. Puerto Rico se convirtió en un Territorio de los Estados Unidos y el Regimiento Puerto Rico se estableció en la isla.
Los puertorriqueños se aliaron con los estadounidenses durante la guerra de Independencia de Estados Unidos contra Gran Bretaña y contribuyeron significativamente a la captura de las principales ciudades estadounidenses durante esta Guerra de Independencia. A mediados del siglo XIX, los puertorriqueños que vivían en Estados Unidos lucharon en la guerra civil estadounidense. Debido a su condición de ciudadanos estadounidenses, numerosos puertorriqueños han participado en la mayor parte de los conflictos en los que se han visto involucrados los Estados Unidos desde la Primera Guerra Mundial. Entre ellos destaca el 65.º Regimiento de Infantería de Puerto Rico que se distinguió combatiendo en la guerra de Corea.

## Época precolombina y conquista española
En la época precolombina se produjeron luchas tribales entre diversos grupos indígenas como los taínos y los caribes. Los taínos tenían puestos de observación en las montañas que daban al mar ubicado entre la isla de Puerto Rico y la de Vieques. De esa manera obserbavan los desembarcos caribes y avisaban con un fotuto o caracol marino.
Cristóbal Colón descubrió la isla de Puerto Rico el 19 de noviembre de 1493, en el transcurso de su segundo viaje a América. La isla estaba habitada por los taínos, un grupo indígena de arahuacos, que llamaban a la isla Borikén o Borinquen. Cristóbal Colón por su parte llamó a la isla San Juan Bautista en honor a este santo. El principal puerto de la isla fue llamado Puerto Rico aunque finalmente fue la isla la que acabó llamándose Puerto Rico y el puerto que acabó siendo la capital de la isla el que pasó a llamarse San Juan. El conquistador español Juan Ponce de León acompañó a Colón en este viaje.
Cuando Ponce de León llegó a Puerto Rico fue recibido por el cacique Agüeybaná, El Gran Sol, líder de las tribus taínas de la isla. Además de soldados, a la isla llegaron también los primeros colonos, granjeros y mineros en busca de oro. En 1508, Ponce de León se convirtió en el primer gobernador europeo de la isla, y fundó el primer asentamiento, llamado Caparra, situado entre las actuales ciudades de Bayamón y San Juan. Tras el nombramiento como gobernador de Puerto Rico, Ponce de León obligó a los taínos a trabajar en las minas y a construir fortificaciones; un gran número de taínos perecieron como resultado de las penosas condiciones a las que fueron sometidos. En 1510, tras la muerte del líder taíno Agüeybaná, su hermano Agüeybaná II el Valiente y un grupo de taínos condujeron al español Diego Salcedo a un río, donde fue ahogado, probando que los hombres blancos no eran dioses. Tras este hecho, Agüeybayá II organizó y lideró la primera rebelión en la isla contra los españoles. Los colonos formaron milicias para defenderse de los ataques de los nativos. Agüeybayá murió en los combates, finalizando de este modo la primera acción militar en Puerto Rico de la que se tiene constancia.

## Ataques de las potencias europeas
Los españoles consideraron a Puerto Rico como la llave de las Indias debido a su localización como lugar de abastecimiento y puerto para los navíos españoles. En 1540, los colonos españoles empezaron en San Juan la construcción del Fuerte de San Felipe del Morro (El promontorio) con las rentas obtenidas de las minas mexicanas. El Morro se convirtió en la principal fortificación militar de la isla, albergando a soldados profesionales, con la finalización de la primera fase de su construcción en 1589. El resto de la isla contaba con tan sólo un puñado de soldados y la milicia local para defenderse de los ataques piratas.
El 11 de octubre de 1528 los franceses atacaron la isla, quemando San Germán, Guánica, Sotomayor, Daguao y Loíza. Durante décadas los españoles trataron de resistir a los franceses, ahora ayudados por los ingleses y los holandeses.

### Ataques británicos
En 1585 estalló la guerra entre Inglaterra y España –conocida como Guerra anglo-española de 1585-1604– que no se libró sólo en Europa, sino que se extendió a los territorios españoles e ingleses en América. El 22 de noviembre de 1595, Francis Drake y John Hawkins intentaron invadir la isla con 26 navíos. Incapaz de tomar la isla, Drake incendió San Juan, y en 1596 realizó otro ataque infructuoso sobre San Juan, en el que los cañones de El Morro llegaron a alcanzar su navío. El 15 de junio de 1598, la flota británica, mandada por George Clifford, realizó un desembarco en Santurce y ocupó la isla durante varios meses. Sin embargo, se vieron forzados a abandonar la isla tras estallar un brote de disentería entre sus tropas. En 1599, España envió 400 soldados y 46 cañones adicionales a la isla junto a un nuevo gobernador, Alonso de Mercado, con el objetivo de reconstruir la ciudad.
Los británicos continuaron atacando las colonias españolas en el Caribe, tomando islas menores como la isla de Vieques, al este de Puerto Rico. El 5 de agosto de 1702, los británicos, mandados por el almirante Whelstone, invadieron la ciudad de Arecibo, en la costa norte de Puerto Rico. 30 milicianos españoles al mando de Antonio de los Reyes Correa, armados sólo con lanzas y un solo machete, defendieron la ciudad de los británicos, armados con mosquetes y espadas. Los británicos fueron derrotados, sufriendo 22 bajas en tierra y 8 en el mar, mientras que los españoles sólo tuvieron un muerto y tres heridos. Reyes Correa fue declarado héroe nacional y recibió de rey Felipe V de España la Medalla de Oro de la Real Efigie y el título de Capitán de Infantería del Ejército español.
Tras la petición de los criollos de Puerto Rico de poder servir en el ejército regular de la Corona española, en 1741 se organizó el Regimiento Fijo de Puerto Rico. Este regimiento sirvió en la defensa de Puerto Rico y otras posesiones españolas, tomando parte en batallas en La Española, otras islas del Caribe, y en Sudamérica, como en Venezuela. Sin embargo, debido a las quejas de los puertorriqueños porque el Regimiento Fijo había sido usado para aplastar la revolución en Venezuela, la Corona hizo volver el regimiento a Puerto Rico, y en 1815 fue disuelto.
En 1765, la Corona española envió a Puerto Rico al Mariscal de Campo Alejandro O'Reilly para organizar una milicia. O'Reilly, conocido como el "padre de la milicia puertorriqueña", supervisó la preparación de la milicia, recibiendo ésta el apodo de "la Milicia Disciplinada".
Durante la guerra de Independencia de los Estados Unidos, España permitió a los colonos rebeldes usar sus puertos en Puerto Rico, a través de los cuales recibieron ayuda financiera y armas para su causa. En 1777 se produjo un incidente entre dos navíos de la Armada Continental, el Eudawook y el Henry, y un buque de guerra de la Marina Real Británica, el HMS Glasgow. Los dos navíos estadounidenses eran perseguidos por el Glasgow, más potente. Los navíos estadounidenses estaban cerca de la costa de Mayagüez, cuando miembros de la milicia de Puerto Rico hicieron señales para que estos atracaran en la bahía de la población. Tras haber atracado, las tripulaciones de ambos navíos abandonaron los barcos y algunos mayagüezanos subieron a cubierta e izaron la bandera española en ambos buques. El capitán de fragata del Glasgow se enteró de lo ocurrido y pidió al gobernador de la isla, José Dufresne, poder tomar los navíos. Dufresne rehusó la petición y ordenó al buque de guerra británico abandonar el puerto puertorriqueño.
En 1779, Bernardo de Gálvez, general del Ejército colonial español en Norteamérica y gobernador de Luisiana, con tropas compuestas por puertorriqueños entre otros, distrajo a los británicos de la revolución de las colonias británicas capturando las ciudades de Baton Rouge, Mobile, Pensacola y San Luis. Gálvez y sus tropas proporcionaron al Ejército Continental armas, pólvora y medicinas traídas desde Cuba a través del río Misisipi.
El 17 de febrero de 1797, el gobernador de Puerto Rico, el Brigadier Don Ramón de Castro, recibió la noticia de que Inglaterra había invadido la isla de Trinidad. Castro puso a la milicia en alerta pensando que Puerto Rico sería el siguiente objetivo británico, además de preparar los fuertes de la isla contra cualquier acción militar. El 17 de abril de ese mismo año, navíos británicos bajo el mando del general Sir Ralph Abercromby se dirigieron al pueblo costero de Loíza, al este de San Juan. El 18 de abril, soldados británicos y hessianos –mercenarios alemanes al servicio del Imperio británico– desembarcaron en la playa de Torrecilla. Los barcos británicos fueron atacados con fuego de artillería y morteros desde las fortalezas de El Morro y de San Gerónimo. Los británicos intentaron por dos ocasiones tomar el puente de San Antonio, un paso clave para alcanzar el islote de San Juan, pero en ambas ocasiones fueron rechazados tras librar duros combates con los soldados españoles y la milicia local. Un total de 16 000 voluntarios puertorriqueños y tropas españolas defendieron la isla del ataque británico. Los británicos también atacaron Aguadilla y Punta Salinas, donde fueron derrotados, y los soldados británicos que habían desembarcado en la isla fueron tomados prisioneros. El 30 de abril los británicos se retiraron a sus embarcaciones, y el día 2 de mayo emprendieron rumbo al norte. El gobernador Ramón de Castro pidió al rey Carlos IV de España reconocimiento para los vencedores; Castro fue ascendido a Mariscal de Campo y otros miembros del ejército fueron ascendidos y se les aumentó el sueldo.
Tras la derrota sufrida por Abercromby, los británicos continuaron con sus intentos de invadir Puerto Rico con infructuosas escaramuzas en las poblaciones costeras de Aguadilla (diciembre de 1797), Ponce, Cabo Rojo, y Mayagüez hasta 1802, momento en el que finalizó la guerra.

### Países Bajos

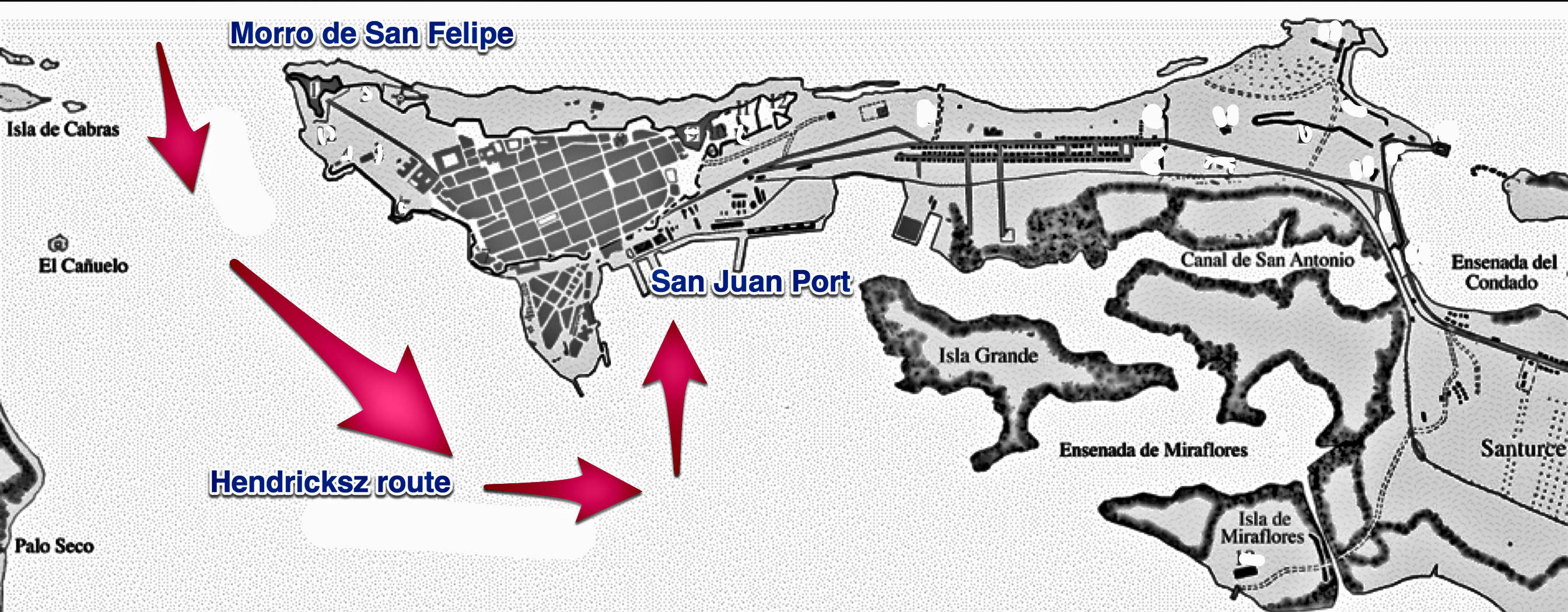
Ataque de B. Enrico (1625) a San Juan, Puerto Rico

Los Países Bajos eran una potencia económica y militar en el siglo XVII, compitiendo con el resto de potencias europeas en el Caribe. Los Países Bajos quisieron por tanto disponer de una fortaleza en la zona y para ello enviaron al capitán Balduino Enrico (Boudewijn Hendrickszoon en holandés) para intentar tomar Puerto Rico. Enrico llegó con 17 navíos y 2000 hombres frente a la costa de San Juan el 24 de septiembre de 1625. El gobernador de Puerto Rico, Juan De Haro y Sanvítores, esperando el ataque en la zona de Boquerón, había fortificado la zona. Sin embargo, los holandeses tomaron otra ruta distinta y desembarcaron en La Puntilla.
Juan de Haro, viendo que el ataque holandés era inevitable, ordenó a 300 hombres que se posicionaran en el Castillo del Morro y evacuó la ciudad de San Juan. El anterior gobernador de la isla, Juan de Vargas, organizó un ejército de resistencia en el interior de la isla. Enrico atacó San Juan el 25 de septiembre, sitiando el Castillo de El Morro y La Fortaleza, donde instaló su cuartel general tras invadir la ciudad. Los españoles contraatacaron en tierra con la milicia y mediante las tropas y los cañones de El Morro. En la batalla murieron 60 soldados holandeses, Enrico fue herido y los puertorriqueños abordaron los barcos holandeses. Tras una larga batalla, los soldados españoles y los voluntarios de la milicia local pudieron defender la ciudad y evitar la invasión de la isla. El 21 de octubre, Enrico incendió la ciudad y La Fortaleza antes de retirarse. Posteriormente intentó invadir la isla atacando la población de Aguada, donde volvió a ser derrotado por la milicia local y tuvo que abandonar la idea de invadir Puerto Rico.

## Corsarios y piratas
La Corona española decidió finalmente apoyar a corsarios en Puerto Rico para atacar a los barcos británicos y de otras naciones enemigas. Dos de los capitanes piratas más famosos fueron Miguel Enríquez y Roberto Cofresí. En la segunda mitad del siglo XVII, Henríquez, zapatero de ocupación, decidió buscar fortuna como pirata. Henríquez vio que podía sacar mucho provecho de interceptar buques mercantes británicos y otros barcos dedicados al contrabando que infestaban las aguas de Puerto Rico y del Océano Atlántico en general. Miguel Henríquez organizó una fuerza expedicionaria que derrotó a los británicos en la isla de Vieques. Tras retornar la isla al poder del Imperio español y a la gobernación de Puerto Rico, Henríquez fue recibido como un héroe nacional. Como reconocimiento a su servicio a la corona, en 1713, Henríquez recibió de Felipe V de España la Medalla de Oro de la Real Efigie, fue nombrado Capitán de mar y guerra y recibió una patente real de corso.
Sin embargo, en el caso del capitán Roberto Cofresí, el gobierno español recibió numerosas quejas de parte de las naciones cuyos navíos atacaba. Cofresí atacó ocho barcos y gobierno español se vio obligado a perseguirle y capturarle. En 1824, Cofresí y diez hombres de su tripulación fueron capturados y encerrados en El Morro, en San Juan, juzgados por un tribunal de guerra que los consideró culpables, y ejecutados por un pelotón de fusilamiento el 29 de marzo de 1825.